# Шазанд (шагрестан)
Шазанд (перс. شازند) — шагрестан в Ірані, в остані Марказі. За даними перепису 2006 року, його населення становило 118789 осіб, які проживали у складі 31228 сімей.

## Бахші
До складу шагрестану входять такі бахші: 
- Заліян
- Кара-Кагріз
- Сарбанд
- Центральний